# Église Saint-Jacques de Venise
Pour les articles homonymes, voir Église Saint-Jacques.
L'église Santa Maria Nuova dei Servi, appelée aussi San Giacomo della Giudecca (en français : « église Saint-Jacques-de-la-Giudecca »), était une église catholique de Venise, en Italie.

## Localisation
Cette église était située dans l'île de Giudecca dans le sestiere de Dorsoduro (Venise) où il subsiste encore le Campo et Fondamenta (quai) éponymes.

## Historique

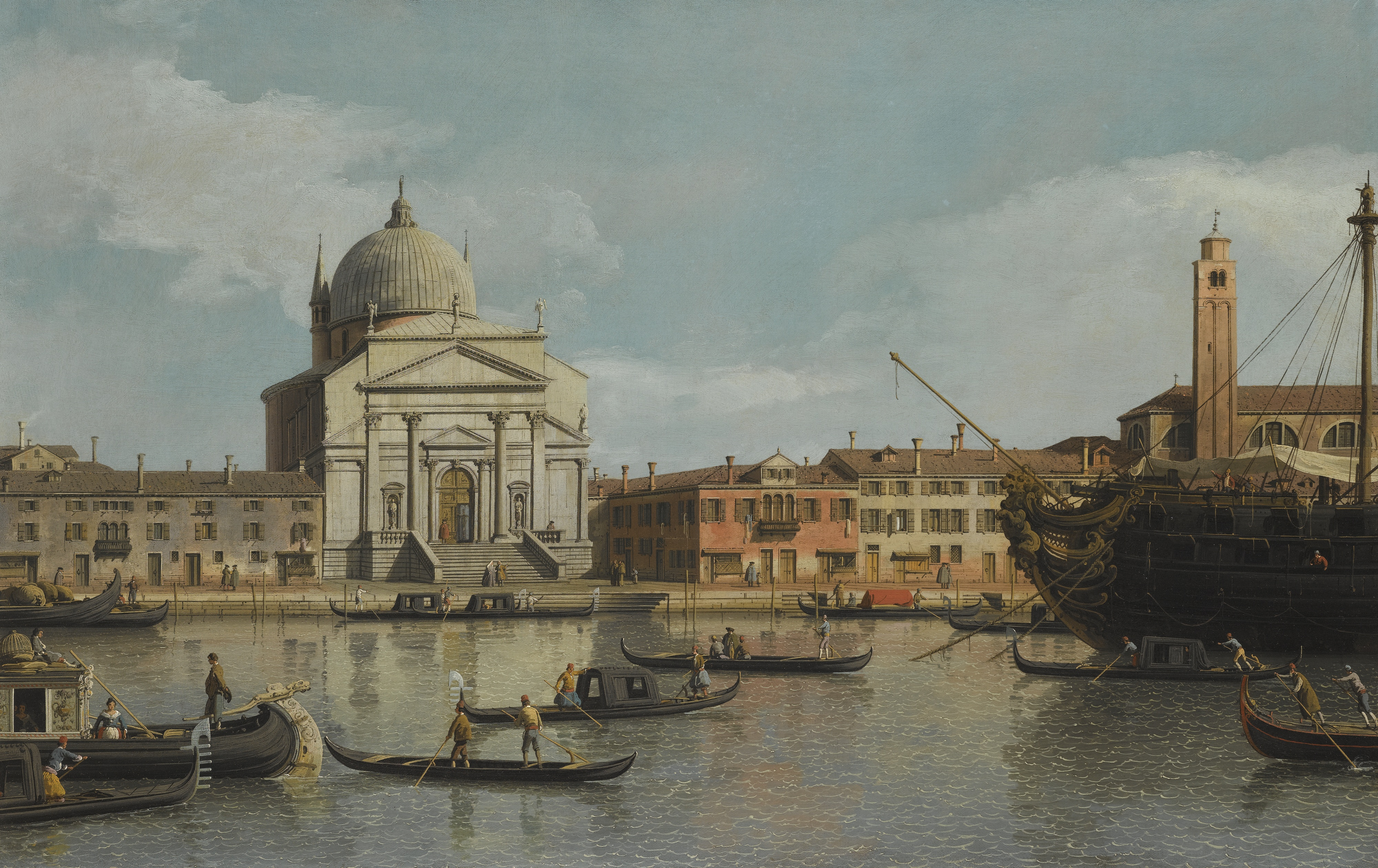
Les Églises du Redentore et San Giacomo
par Canaletto, 1745-1750
Collection privée

L'église et le couvent ont été construits en 1343, d'après les dispositions testamentaires de 1338 de Marsilio da Carrara pour accueillir les Servites de Marie.
l'église fut d'abord dédiée à Santa Maria Novella, mais fut communément appelée San Giacomo della Giudecca en mémoire d'un oratoire préexistant et d'un grand autel dédiés aussi à ce saint.
Le biens du couvent furent confisqués par l'État le 17 juin 1806 et peu après il a été démoli avec l'église. La communauté fut concentrée à Santa Maria dei Servi par décret du 28 juillet 1806.